# Enejida
Enejida (ukrainisch Енеїда) ist eine ukrainische Burleske des ukrainischen Schriftstellers Iwan Kotljarewskyj. Sie gilt als das erste literarische Werk, das vollständig in der modernen ukrainischen Sprache veröffentlicht wurde. Obwohl die ukrainische Sprache für Millionen von Menschen in der Ukraine die Alltagssprache war, wurde in dem vom kaiserlichen Russland kontrollierten Gebiet ihre literarische Verwendung behindert.
Enejida ist eine Parodie auf Vergils Aeneis, in der Kotljarewskyj die trojanischen Helden in Saporoger Kosaken verwandelt. Das Poem entstand in der Zeit der sich entwickelnden Romantik vor dem Hintergrund der Sehnsucht der ukrainischen Elite nach dem Kosakenstaat, der in den Jahren 1775–1786 vom Russischen Kaiserreich vernichtet wurde. Die ersten drei Teile des Gedichts wurden 1798 in St. Petersburg veröffentlicht, ohne dass der Autor davon wusste. Die vollständige Enejida wurde nach Kotljarewskyjs Tod 1842 veröffentlicht.
Enejida wird oft als „Enzyklopädie der ukrainischen Lebensart“ bezeichnet: Kotljarewskyj nutzte einen Großteil des Textes, um den Reichtum der ukrainischen Sprache zu erfassen, und lieferte ganze Listen von Gerichten, Getränken, Kleidung, Kartenspielen und anderen Aspekten des Alltagslebens, die damals beliebt waren.
Das Gedicht markiert den Beginn der modernen ukrainischen Literatur und ist in der Top-100-Liste von Von Skoworoda bis zur Moderne: 100 bedeutendste Werke in der ukrainischen Sprache aufgeführt. Dieses Werk ist eine hervorragende Quelle für ukrainische Studien, ukrainisches Leben und ukrainische Kultur des achtzehnten Jahrhunderts. Enejida ist in einem vierteiligen Jambus geschrieben und besteht aus sechs Teilen, im Gegensatz zu Virgils zwölf Teilen.

## Übersetzungen ins Deutsche
- Kotljarevs'kyj I. Aeneida. Übersetzung von Irena Katschaniuk-Spiech; Hrsg. von Leonid Rudnytzky, Ulrich Schweier. München: Ukrainische Freie Universität, 2003, 242 S., ISBN 978-3-928687-47-8[11]
- Kotljarevs'kyj I. Aeneide. Teil I. Aus dem Ukrainischen übersetzt von Ostap Hrycaj. In: Ukrainische Nachrichten. Wien, 1915. Nr. 37 (Teilübersetzung, nur zwölf Strophen des ersten Teils)